# Ритні
Ри́тні — село в Україні, у Вишгородського району Київської області. Населення становить 18 осіб.
| Україна | Це незавершена стаття з географії України. Ви можете допомогти проєкту, виправивши або дописавши її. |